# Toxic Love
Toxic Love – drugi singel polskiej piosenkarki Viki Gabor z jej drugiego albumu studyjnego, zatytułowanego ID. Singel został wydany 26 listopada 2021.

## Powstanie utworu i historia wydania
Utwór napisali i skomponowali Wiktoria Gabor, Jeremi Sikorski, Mikołaj Trybulec i Marek Walaszek.
Singel ukazał się w formacie digital download 26 listopada 2021 w Polsce za pośrednictwem wytwórni płytowej Sony Music Entertainment Poland. Piosenka została umieszczona na drugim albumie studyjnym Gabor – ID.
27 listopada 2021 piosenka została zaprezentowana telewidzom stacji TVP2 w programie Pytanie na śniadanie.

## Teledysk
Do utworu powstał teledysk w reżyserii Pascala Pawliszewskiego, który udostępniono w dniu premiery singla za pośrednictwem serwisu YouTube.

## Lista utworów
- Digital download[2]

1. „Toxic Love” – 2:43